# Бесарт Беріша
Бесарт Беріша (алб. Besart Berisha, нар. 29 липня 1985, Приштина) — албанський та косовський футболіст, нападник.
Виступав, зокрема, за клуби «Гамбург» та «Армінія» (Білефельд), а також національні збірні Албанії та Косова.

## Клубна кар'єра
Народився 29 липня 1985 року в місті Приштина, СФРЮ, але в ранньому віці переїхав до Берліна і вже там почав займатися футболом. Першими командами стали місцеві «Берлінер 49», « Динамо», « Ліхтенберг 47» і «Теніс Боруссія». У складі останнього дебютував на дорослому рівні, виступаючи в Оберлізі.
2004 року Беріша перейшов у «Гамбург», де спочатку виступав за резервну команду, а також в оренда за данські «Ольборг» та «Горсенс», але 2006 року повернувся до «Гамбурга», відігравши за гамбурзький клуб наступний сезон своєї ігрової кар'єри. Бесарт дебютував у Бундеслізі в 1-м турі, 12 серпня під час зустрічі проти «Армінії», вийшовши на заміну на 78-й хвилині замість Найджела де Йонга. Всього в чемпіонаті Німеччині того сезону нападник зіграв 12 матчів, забивши 1 гол, в Кубку німецької ліги провів 1 матч, а в Лізі чемпіонів відіграв 2 матчі і забив гол вдома проти московського ЦСКА, ставши першим в історії албанцем, що забив на груповій стадії цього турніру. Після звільнення Томаса Долля і приходу Губа Стевенса на посаду нового головного тренера «Гамбурга», Беріша втратив місце в основі і залишився на лаві запасних до кінця сезону.

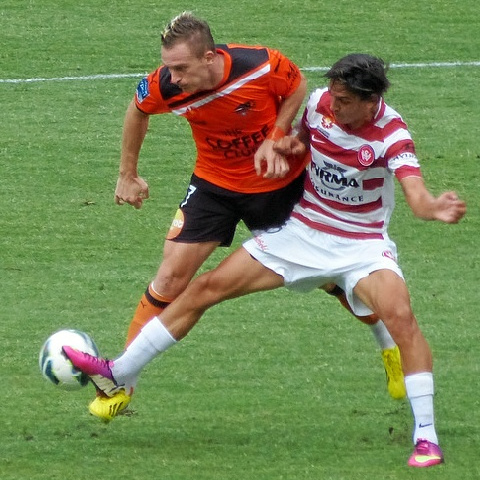
Бесарт Беріша (у центрі) під час виступів за «Брисбен Роар». 2013 рік.

3 липня 2007 року за 340 000 фунтів стерлінгів перейшов у англійське «Бернлі», але так за нього і не дебютував, виступаючи на правах оренди за «Русенборг» та «Горсенс».
У 2009 році уклав контракт з клубом «Армінія» (Білефельд), у складі якого провів наступні два роки своєї кар'єри гравця у Другій Бундеслізі.
Протягом 2011—2014 років захищав кольори команди клубу «Брисбен Роар», після чого приєднався до складу іншого місцевого клубу «Мельбурн Вікторі». 14 квітня 2017 року Беріша став першим гравцем в історії А-ліги, який забив 100 голів у цьому змаганні і загалом забивши 19 голів у тому сезоні Бесарт став найкращим бомбардиром чемпіонату Австралії 2016/17 років, здобувши «Золотий бутс». Всього за 4 сезони косовар встиг відіграти за команду з Мельбурна 108 матчів у національному чемпіонаті і забив 66 голів.
У червні 2018 року Беріша приєднався до клубу японської Джей-ліги «Санфречче Хіросіма», втім там заграти не зумів, так і не забивши за сезон жодного голу і 27 вересня 2019 року повернувся до Австралії, підписавши контракт з новачком А-ліги «Вестерн Юнайтед». Беріша забив перший гол в історії клубу, принісши перемогу з мінімальним рахунком в його дебютному матчі проти «Веллінгтон Фенікс» 13 жовтня 2019 року. У цій команді нападник провів два сезони і в обох ставав найкращим бомбардиром команди у сезоні. У липні 2021 року Беріша покинув команду після закінчення контракту.

## Виступи за збірні
У 2006 році дебютував в офіційних матчах у складі національної збірної Албанії. Провів у формі головної команди країни 17 матчів, забивши 1 гол.
У 2017 році погодився виступати за збірну Косова, після того, як воно було офіційно визнано УЄФА та ФІФА у травні 2016 року. Втім провівши того року лише одну гру за збірну, він вирішив припинити виступи за команду через конфлікт з головним тренером Альбертом Буньякі
| Дата       | Місто         | Господарі   | Результат | Гості              | Турнір            | Голи | Примітки |
| ---------- | ------------- | ----------- | --------- | ------------------ | ----------------- | ---- | -------- |
| 11-10-2006 | Амстердам     | Нідерланди  | 2 – 1     | Албанія            | Відбір до ЧЄ 2008 | -    | 79'      |
| 07-02-2007 | Тирана        | Албанія     | 0 – 1     | Північна Македонія | товариський матч  | -    | 35'      |
| 24-03-2007 | Тирана        | Албанія     | 0 – 0     | Словенія           | Відбір до ЧЄ 2008 | -    | 86'      |
| 28-03-2007 | Софія (місто) | Болгарія    | 0 – 0     | Албанія            | Відбір до ЧЄ 2008 | -    | 79'      |
| 02-06-2007 | Тирана        | Албанія     | 2 – 0     | Люксембург         | Відбір до ЧЄ 2008 | -    | 45'      |
| 06-06-2007 | Люксембург    | Люксембург  | 0 – 3     | Албанія            | Відбір до ЧЄ 2008 | -    | 67'      |
| 22-08-2007 | Тирана        | Албанія     | 3 – 0     | Мальта             | товариський матч  | 1    | 67'      |
| 06-09-2008 | Тирана        | Албанія     | 0 – 0     | Швеція             | Відбір до ЧС 2010 | -    | 75'      |
| 10-09-2008 | Тирана        | Албанія     | 3 – 0     | Мальта             | Відбір до ЧС 2010 | -    | 86'      |
| 15-10-2008 | Лісабон       | Португалія  | 0 – 0     | Албанія            | Відбір до ЧС 2010 | -    | 77'      |
| 19-11-2008 | Азербайджан   | Азербайджан | 1 – 1     | Албанія            | товариський матч  | -    | 85'      |
| 11-02-2009 | Мальта        | Мальта      | 0 – 0     | Албанія            | Відбір до ЧС 2010 | -    | 79'      |
| 28-03-2009 | Тирана        | Албанія     | 0 – 1     | Угорщина           | Відбір до ЧС 2010 | -    |          |
| 01-04-2009 | Копенгаген    | Данія       | 3 – 0     | Албанія            | Відбір до ЧС 2010 | -    | 85'      |
| 06-06-2009 | Тирана        | Албанія     | 1 – 2     | Португалія         | Відбір до ЧС 2010 | -    | 86'      |
| 10-06-2009 | Тирана        | Албанія     | 1 – 1     | Грузія             | товариський матч  | -    | 46'      |
| 14-10-2009 | Стокгольм     | Швеція      | 4 – 1     | Албанія            | Відбір до ЧС 2010 | -    | 87'      |
| Усього     |               | Матчів      | 17        |                    | Голів             | 1    |          |

## Титули і досягнення

### Командні
«Брисбен Роар»
- Чемпіон А-Ліги: 2011/12, 2013/14
- Переможець регулярного чемпіонату А-Ліги: 2013/14

«Мельбурн Вікторі»
- Чемпіон А-Ліги: 2014/15, 2017/18
- Переможець регулярного чемпіонату А-Ліги: 2014/15
- Володар Кубка Футбольної федерації Австралії: 2015

### Індивідуальні
- Найкращий бомбардир А-Ліги: 2011/12 (19 голів), 2016/17 (19 голів)
- У складі символічної збірної А-ліги: 2011/12, 2013/14, 2014/15, 2016/17, 2019/20[13]
- Учасник Матчу всіх зірок А-Ліги: 2013, 2014
- Член символічної збірної десятиліття А-Ліги (2005—2015)